# Haty Tegelaar-Boonacker
Haty Tegelaar-Boonacker (Weesp, 3 september 1930 - Heelsum, 3 mei 1994) was een Nederlands politica van de CHU en het CDA.
Ze studeerde wiskundige statistiek aan de Technische Hogeschool Delft. Na deze opleiding werkte ze bij de wiskundige statistiek op het Nederlandse Organisatie voor toegepast-natuurwetenschappelijk onderzoek. Dit deed ze dertien jaar, waarna ze in 1966 lid werd van de gemeenteraad van Rijswijk. Dit deed ze bijna twintig jaar lang. Vanaf 1980 was ze ook wethouder van maatschappelijke aangelegenheden, volksgezondheids- en milieuzaken (Rijswijk). Ze kreeg haar politieke vorming in de CHU-vrouwenorganisatie.
Ze was Tweede Kamerlid van 1986 tot aan haar dood in 1994. In de Tweede Kamer was ze niet opvallend. Ze hield zich bezig met wetstechnische zaken en was actief op het terrein van verkeer en waterstaat. Tegelaar speelde als vicevoorzitter van de CHU een belangrijke rol bij de totstandkoming van het CDA. Op de verkiezingsdag van 1994 overleed ze, als gevolg van een ernstige ziekte. Ze was getrouwd en had drie kinderen. 
Haty Tegelaar-Boonacker werd onderscheiden in de Ridder in de Orde van Oranje-Nassau op 23 april 1986.
- Biografisch Portaal: 28614593
- Parlement.com: vg09llof9ry1